# Krio (Sprache)
Krio ist eine in Sierra Leone verbreitete, auf dem Englischen basierende Kreolsprache.
Krio ist Muttersprache für etwa 18 Prozent der Bevölkerung und wird von (Stand 2015) circa 1,265 Millionen Menschen als Hauptsprache gesprochen, obwohl nur etwa 90.000 Menschen dem gleichnamigen Volk angehören. Krio dient als Verkehrssprache in Politik und Handel und ist für den Großteil der Bevölkerung Lingua franca. 
Einige Sprecher gibt es auch in Gambia, Guinea und Senegal. Es ist eine Tonsprache, das heißt die relative Tonhöhe der Silben ist distinktiv, also bedeutungsunterscheidend. Es gibt drei Toneme: steigend, fallend und steigend-fallend.

## Sprachgeschichte
Die Ursprünge der Sprachentwicklung sollen im Sklavenhandel des 17. und 18. Jahrhunderts liegen. Zu der Zeit entwickelte sich als Handelssprache das sogenannte Westafrikanische Pidgin-Englisch. Später entwickelte sich die Sprache auch zur Verkehrssprache zwischen den Staaten Westafrikas. Mit Gründung von Freetown hat sich die Sprache zwischen 1787 und 1886 mit denen zahlreicher heimkehrender Sklaven gemischt.

## Grammatik

### Generelles
Es gibt im Krio kein grammatisches Geschlecht. Nomen werden im Genitiv durch die Wortendung gebildet; -im für Singular, -dem für Plural.

### Verben
Verben werden im Krio nicht konjugiert, zeigen jedoch die Zeitform an. Die Vergangenheitsform wird durch -bin- und die Zukunft durch -go- angezeigt. Die Abwesenheit beider zeigt das Präsens an. Das Perfekt wird durch -dòn-, der Imperfekt durch -de- gebildet. Der Infinitiv ist durch fòr- gekennzeichnet. Hier beispielhaft die Konjugation des Wortes go (deutsch: gehen).
| Infinitiv                                | fòr go           |
| Gegenwart                                | go               |
| Gegenwart (Verlaufsform)                 | de go            |
| Perfekt                                  | dòn go           |
| Perfekt (Verlaufsform)                   | dòn de go        |
| Futur I                                  | go go            |
| Futur (Verlaufsform)                     | go de go         |
| Futur (Perfekt)                          | go dòn go        |
| Futur (Verlaufsform des Perfekt)         | go dòn de go     |
| Vergangenheit                            | bin go           |
| Vergangenheit (Verlaufsform)             | bin de go        |
| Vergangenheit (Perfekt)                  | bin dòn go       |
| Vergangenheit (Verlaufsform des Perfekt) | bin dòn de go    |
| Konjunktiv                               | bin go go        |
| Konjunktiv (Verlaufsform)                | bin go de go     |
| Konjunktiv (Perfekt)                     | bin go dòn go    |
| Konjunktiv (Verlaufsform des Perfekt)    | bin go dòn de go |

### Interrogativpronomen
Die nachstehenden Interrogativpronomen werden genutzt:
| udat      | Wer?   |
| wetin     | Was?   |
| ustem     | Wann?  |
| usay      | Wo?    |
| wetin mek | Warum? |

Zudem können Fragen im Krio durch Intonation gebildet werden.

### Pronomen
Es gibt keine Unterscheidung zwischen maskulin und feminin.
| Krio       | Englisch                  | Deutsch             |
| ---------- | ------------------------- | ------------------- |
| a, mi, mi  | I, me, my                 | ich, mir/mich, mein |
| yu, yu, yu | you, you, your (Singular) | du, dir/dich, dein  |
| i, am, im  | he, him, his              | er, ihm/ihn, sein   |
| i, am, im  | she, her, her             | sie, ihr/sie, ihr   |
| i, am, im  | it, it, its               | es, ihm/es, sein    |
| wi         | we, us, our               | wir, uns, unser     |
| una        | you, you, your (Plural)   | ihr, euch, euer     |
| dhèm       | they, them, theirs        | sie, ihnen/sie, ihr |

## Orthographie
Krio nutzt das lateinische Alphabet, jedoch sind Qq und Xx unbekannt. Hinzu kommen drei Buchstaben des afrikanischen Referenzalphabets: Ɛɛ (offenes E), Ŋŋ und Ɔɔ (offenes O). Drei Töne werden unterschieden und theoretisch speziell gekennzeichnet (in der Praxis findet dies meist keine Anwendung): Gravis, Akut und Zirkumflex über den Vokalen für niedrige, hohe und fallende Töne.
| Buchstabe/Diagraph | Beispielwort                 | Englische Sprache                           | Deutsche Bedeutung |
| ------------------ | ---------------------------- | ------------------------------------------- | ------------------ |
| A,a                | wata                         | water                                       | Wasser             |
| Aw, aw             | naw (nau)                    | now                                         | jetzt              |
| Ay, ay             | nayn (nain)                  | that's him                                  | das ist er         |
| B, b               | bɔku (bohku)                 | many, very much (vgl. französisch beaucoup) | viele, sehr viel   |
| Ch, ch             | cham                         | chew                                        | kauen              |
| D, d               | dia(dya)                     | expensive                                   | teuer              |
| E, e               | let (leyt)                   | late                                        | spät               |
| Ɛ, ɛ               | ɛp (ep)                      | help                                        | Hilfe              |
| F, f               | fɔs (fohs)                   | first                                       | erste              |
| G, g               | got(goat)                    | goat                                        | Ziege              |
| Gb, gb             | gbana/tranga (aus dem Temne) | difficult                                   | schwierig          |
| H, h               | hama                         | hammer                                      | Hammer             |
| I, i               | titi                         | girl                                        | Mädchen            |
| J, j               | jomp                         | jump                                        | springen           |
| K, k               | kɔntri (kohntri)             | country                                     | Land               |
| Kp, kp             | kpatakpata                   | completely                                  | gesamt             |
| L, l               | liv                          | live                                        | leben              |
| M, m               | muv/muf                      | move                                        | bewegen            |
| N, n               | nak                          | knock                                       | klopfen            |
| Ny, ny             | nyu                          | new                                         | neu                |
| Ŋ, ŋ               | siŋ (sing)                   | sing                                        | singen             |
| O, o               | wok                          | work                                        | arbeiten           |
| Ɔ, ɔ               | bɔn (bohn)                   | born, give birth, conceive                  | geboren, gebären   |
| Ɔy, ɔy             | ɔyl (ohyl)                   | oil                                         | Öl                 |
| P, p               | padi                         | friend                                      | Freund             |
| R, r               | ren (reyn)                   | rain                                        | Regen              |
| S, s               | saf                          | soft                                        | weich              |
| Sh, sh             | shap                         | sharp                                       | scharf             |
| T, t               | tif                          | steal                                       | stehlen            |
| U, u               | uman                         | woman                                       | Frau               |
| V, v               | vot                          | vote                                        | wählen             |
| W, w               | waka                         | walk                                        | gehen              |
| Y, y               | yala                         | yellow                                      | gelb               |
| Z, z               | ziro                         | zero                                        | Null               |
| Zh, zh             | plɛzhɔ (plehzhoh)            | pleasure                                    | Bitteschön         |

## Sprachbeispiele
Kushe. – „Hallo.“
Kushe-o. – „Hallo.“
Aw Di bodi? – „Wie geht es dir?“ (wörtlich: „Wie ist dein Körper?“)
Wetin na yu nem? – „Wie ist dein Name?“
Mi nem Jemz. – „Mein Name ist James.“
Usai yu kɔmɔt? – „Wo kommst du her?“
A kɔmɔt Estinz. – „Ich komme aus Hastings.“
Us wok yu de du? – „Was arbeitest du?“
Mi na ticha. – „Ich bin Lehrer.“
Na us skul yu de tich? – „An welcher Schule unterrichtest du?“
I de tich na Prins ɔv Welz. – „Ich unterrichte an der Prince of Wales.“
Mi gladi fɔ mit yu. – „Es ist schön dich kennenzulernen / zu treffen.“
Misɛf gladi fɔ mit yu. – „Ich freue mich auch darüber.“
OK, a de go naw. – „Ok, ich gehe jetzt.“
Ɔrayt, wi go tok bak. – „Alles klar, wir sprechen uns später.“
| Krio       | Deutsch         |
| ---------- | --------------- |
| Salone     | Sierra Leone    |
| Kusheh     | Hallo           |
| Pady       | Freund          |
| Titi       | Mädchen         |
| Bobo       | Junge           |
| Pickin     | Kind            |
| Wowoh      | Hässlich        |
| Plabah     | Konflikt        |
| bohku      | Viele, zu viele |
| Uman       | Frau            |
| Leff       | Stopp           |
| Wetin      | Was             |
| Usay       | Wo              |
| Wetin Meck | Warum           |
| Ustem      | Wann            |
| Vex        | Ärgerlich       |
| Dia        | Teuer           |
| Wakka      | Laufen          |
| Cham       | Kauen           |
| Motocar    | Auto            |
| Sabi       | Wissen          |
| Fett       | Kämpfen         |
| Wef        | Frau            |
| Mama       | Mutter          |
| Papa       | Vater           |
| Granny     | Großmutter      |
| Grandpa    | Großvater       |
| tif        | Stehlen         |
| Jomp       | Springen        |

## Filmische Rezeption
Krio wird im Hollywoodfilm Blood Diamond aus dem Jahr 2006 – in falscher Form – genutzt. Es spielt zudem im Musikvideo Diamonds from Sierra Leone des US-amerikanischen Rapper Kanye West eine Rolle. Wahrscheinlich ist der Film Jesus von Nazareth von Franco Zeffirelli aus dem Jahr 1977 der einzige, der auch in Krio synchronisiert (2007) wurde.